# Жидикай

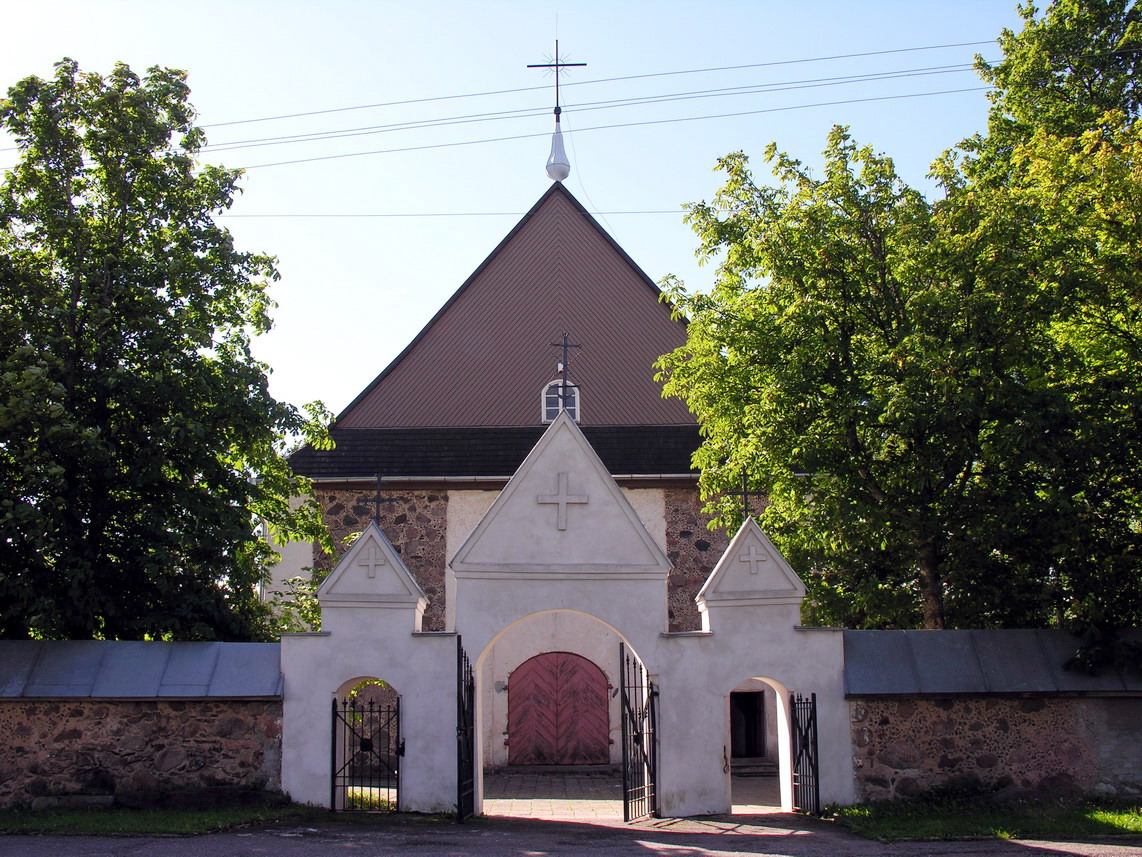
Κοстёл в Жидикай

Жиди́кай (лит. Židikai) — местечко в Мажейкском районе Тельшяйского уезда Литвы,

## География
Расположен в 21 км к западу от города Мажейкяй. В 4 км северо-западнее Жидикая находится исток реки Лосис

## История
Жидикай основан в 1568 году. 

## Известные уроженцы, жители
В посёлке жила и умерла литовская писательница Шатриёс Рагана (Мария Пячкаускайте). 

## Инфраструктура
Имеется дом-музей,  в котором жила писательница Шатриёс Рагана. Также среди достопримечательностей Жидикай — костёл Иоанна Крестителя (1821), памятник независимости Литвы (1928 г.). Работает средняя школа имени Марии Пячкаускайте. 

## Галерея

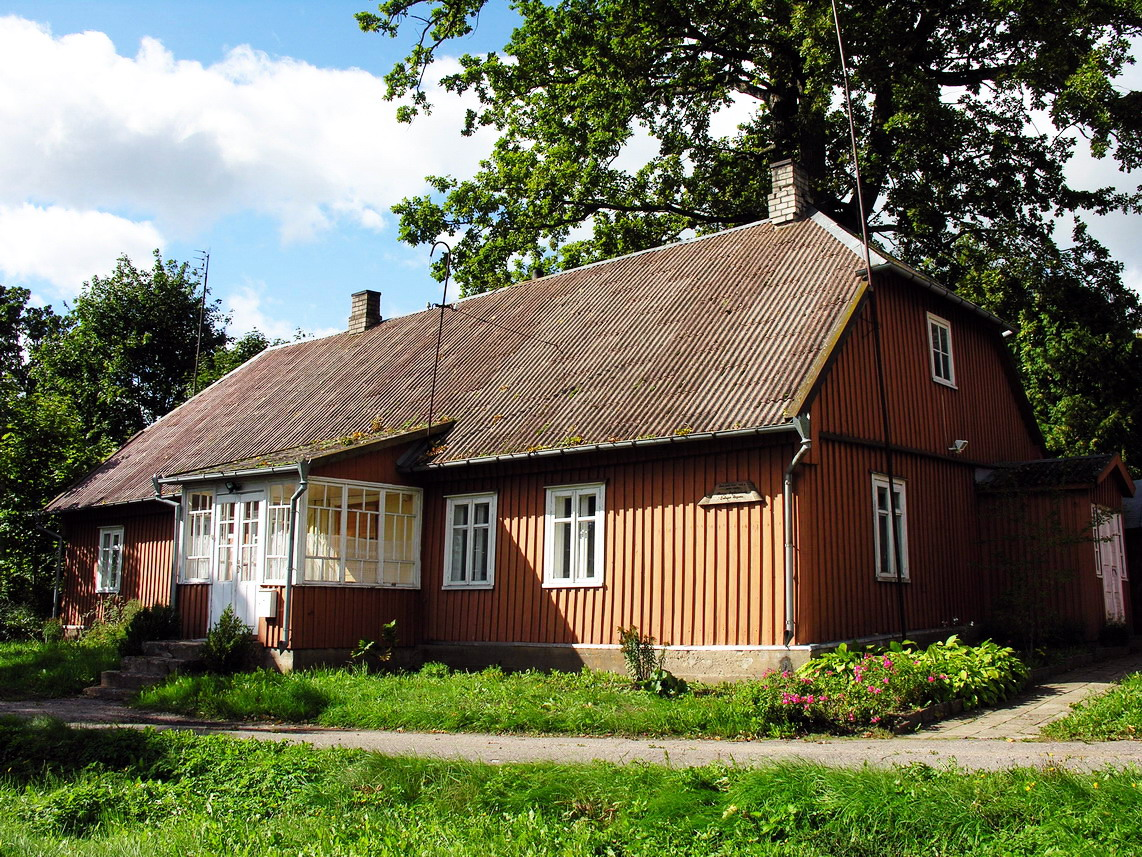
Дом, в котором жила писательница Шатриёс Рагана
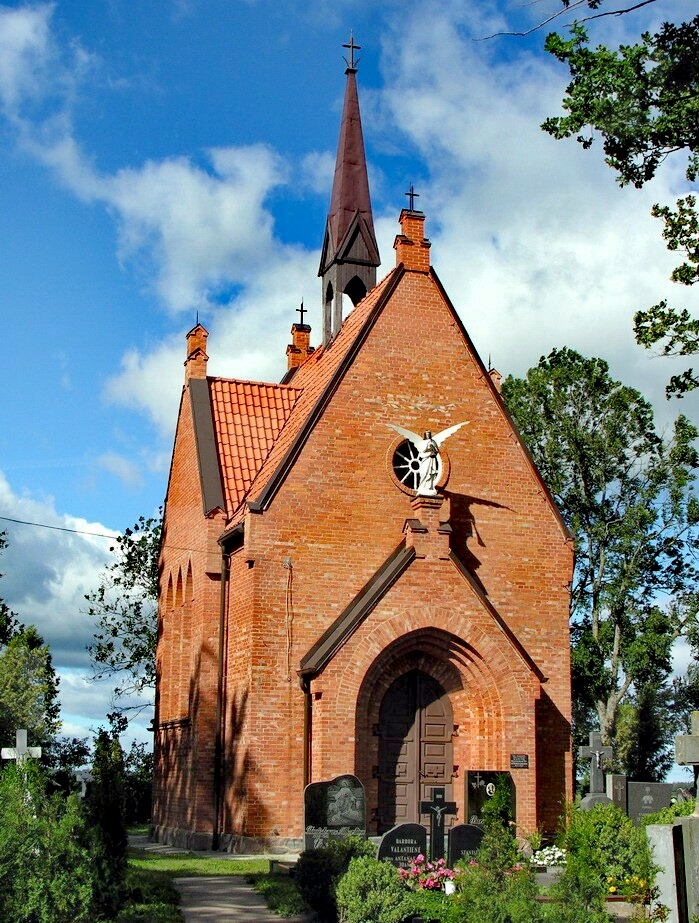
Часовня в Жидкий
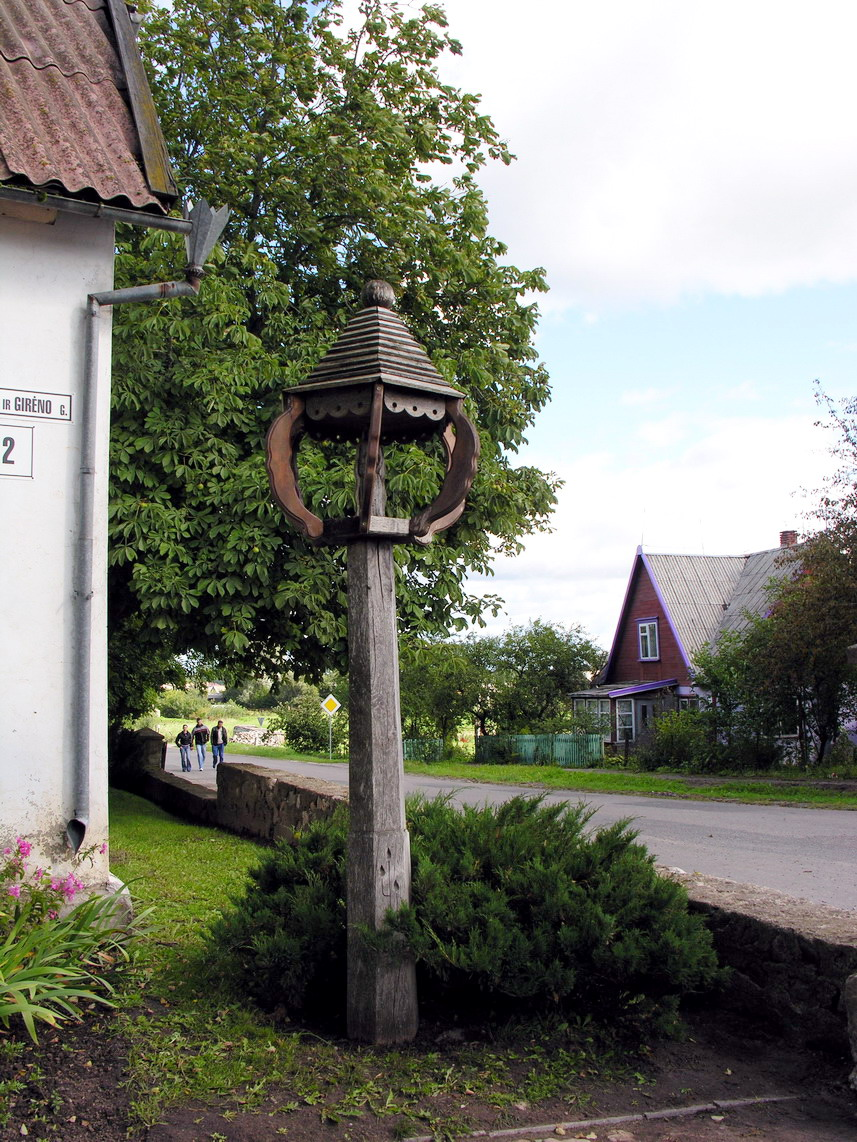
Старый город
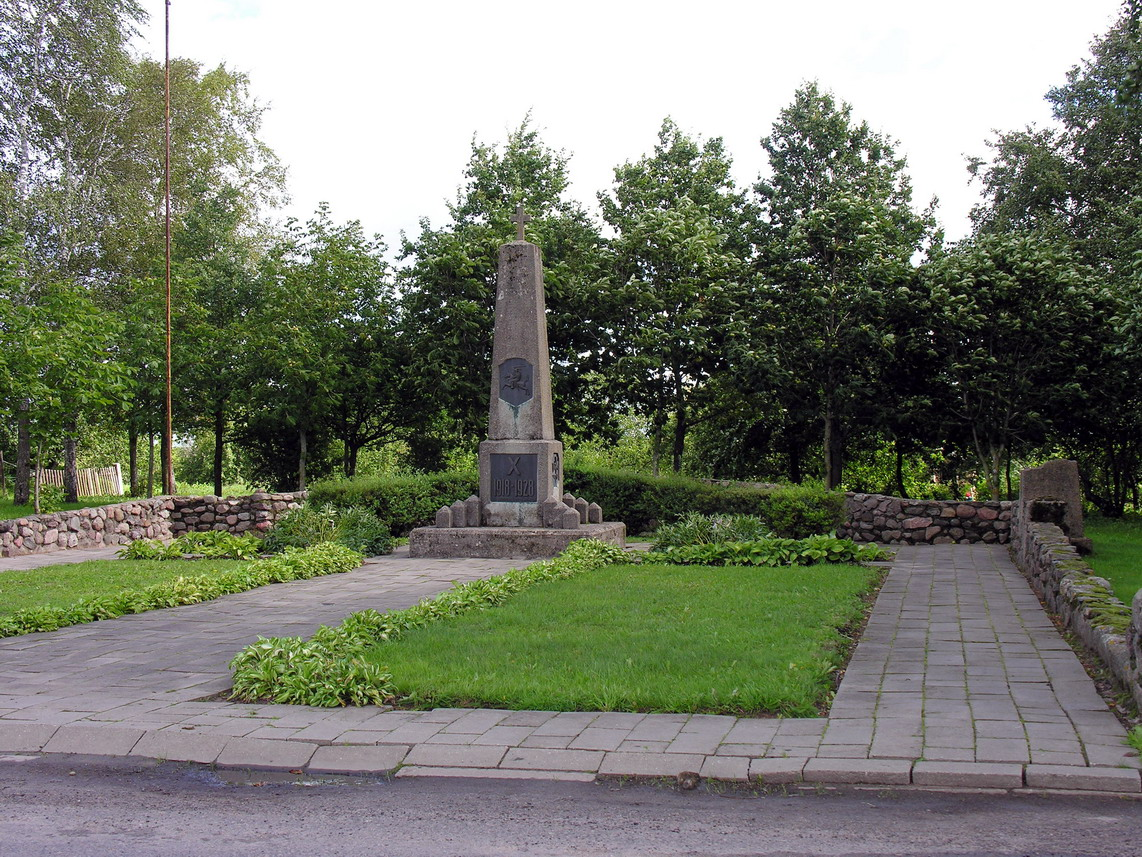
Памятник независимости Литвы (1928 г.) разрушен во время советской оккупации, восстановлен в 1990 году.